# Norbert Gombos
Norbert Gombos (Bratislava, 13 agosto 1990) è un tennista slovacco.
Nell'aprile 2014 ha esordito nella squadra slovacca di Coppa Davis. In singolare ha vinto diversi titoli nei circuiti minori e ha raggiunto alcune volte i quarti di finale nel circuito maggiore, il suo miglior ranking ATP è l'80º posto raggiunto nell'ottobre 2017. In doppio ha vinto solo un torneo ITF.

## Statistiche

### Tornei minori

#### Singolare

##### Vittorie (10)
| Legenda                 |
| ATP Challenger Tour (7) |
| ITF Futures (3)         |

| Nº | Data             | Torneo                            | Superficie     | Avversario in finale | Punteggio           |
| 1. | 1º marzo 2015    | Challenger La Manche, Cherbourg   | Cemento (i)    | Benoît Paire         | 6–1, 7–6(4)         |
| 2. | 14 giugno 2015   | TK Sparta Praga Challenger, Praga | Terra rossa    | Albert Montañés      | 7–6(5), 5–7, 7–6(2) |
| 3. | 23 ottobre 2016  | Brest Challenger, Brest           | Cemento (i)    | Yannik Reuter        | 7–5, 6–2            |
| 4. | 13 novembre 2016 | Slovak Open, Bratislava           | Cemento (i)    | Marius Copil         | 7–6(8), 4–6, 6–3    |
| 5. | 1º ottobre 2017  | Open d'Orléans, Orléans           | Cemento (i)    | Julien Benneteau     | 6–3, 5–7, 6–3       |
| 6. | 23 giugno 2019   | Bratislava Open, Bratislava       | Cemento indoor | Attila Balázs        | 6–3, 3–6, 6–2       |
| 7. | 14 luglio 2019   | Winnipeg Challenger, Winnipeg     | Cemento        | Brayden Schnur       | 7–6(3), 6–3         |

##### Finali perse (18)
| Legenda                  |
| ATP Challenger Tour (11) |
| ITF Futures (7)          |

| Nº  | Data            | Torneo                                                   | Superficie  | Avversario in finale  | Punteggio      |
| 1.  | 2 marzo 2014    | Challenger La Manche, Cherbourg                          | Cemento (i) | Kenny de Schepper     | 6–3, 2–6, 3–6  |
| 2.  | 1º giugno 2014  | Internazionali Città di Vicenza, Vicenza                 | Terra rossa | Filip Krajinović      | 4–6, 4–6       |
| 3.  | 8 giugno 2014   | Unicredit Czech Open, Prostějov                          | Terra rossa | Jiří Veselý           | 2–6, 2–6       |
| 4.  | 15 giugno 2014  | Košice Open, Košice                                      | Terra rossa | Frank Dancevic        | 2–6, 6–3, 2–6  |
| 5.  | 2 ottobre 2016  | Open d'Orléans, Orléans                                  | Cemento (i) | Pierre-Hugues Herbert | 5–7, 6–4, 3–6  |
| 6.  | 21 maggio 2017  | Heilbronner Neckarcup, Heilbronn                         | Terra rossa | Filip Krajinović      | 3–6, 2–6       |
| 7.  | 3 marzo 2019    | Teréga Open Pau-Pyrénées, Pau                            | Cemento (i) | Aleksandr Bublik      | 7–5, 3–6, 3–6  |
| 8.  | 10 ottobre 2021 | Internationaux de Tennis de Vendée, Mouilleron-le-Captif | Cemento (i) | Jiří Veselý           | 4-6, 4-6       |
| 9.  | 10 aprile 2022  | Murcia Open, Murcia                                      | Terra rossa | Tseng Chun-hsin       | 4–6, 1–6       |
| 10. | 10 luglio 2022  | Salzburg Open, Salisburgo                                | Terra rossa | Thiago Monteiro       | 3–6, 6(2)–7    |
| 11. | 16 aprile 2023  | Split Open, Spalato                                      | Terra rossa | Zsombor Piros         | 6(2)–7, 6(9)–7 |